# Veicolo portacarri

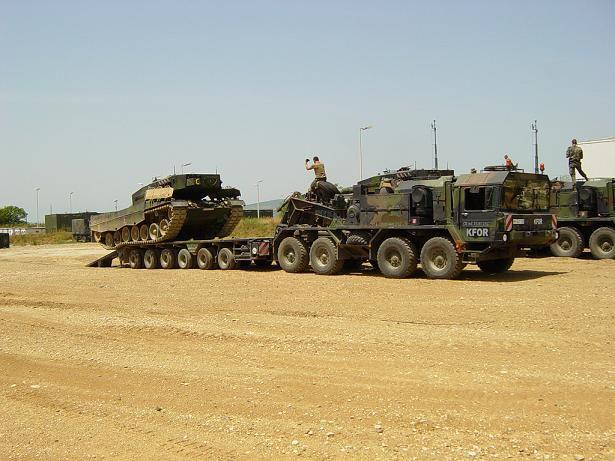
Modello di portacarri Faun SLT 50 Elefant

Il veicolo portacarri è un particolare tipo di autocarro militare, usato per il trasporto dei veicoli cingolati.
Anche se normalmente non compaiono nei bollettini di guerra, gli autocarri sono una componente fondamentale per ogni esercito, e in particolare quelli portacarri (come anche le cisterne) sono determinanti per le forze corazzate, perché senza di essi, sia in addestramento che in combattimento i veicoli cingolati non potrebbero muoversi senza accumulare molto in fretta pesanti usure ed inefficienze, con il risultato che sia l'addestramento tattico che i risultati bellici sarebbero assai compromessi.

## Storia
La mancanza di simili rimorchi durante la Seconda guerra mondiale si fece indubbiamente sentire nei reparti di carri, specie quelli pesanti tedeschi, che rimasero spesso vincolati alle linee ferroviarie, unico mezzo pratico allora per movimenti rapidi (e molto efficiente anche oggi) su larga scala. I battaglioni di King Tiger che dovettero andare su strada in Normandia a combattere gli alleati furono in effetti afflitti da gravi danni ed inefficienza generale, per non parlare della stanchezza degli equipaggi, con conseguente influenza negativa sull'efficienza.
Inoltre nella guerra moderna non vi sono certo solo i carri armati: un gran numero di tipi di altri veicoli cingolati sono stati sviluppati, e sebbene essi non sono certo altrettanto onerosi da muovere, abbisognano ugualmente di veicoli portacarri o di vagoni ferroviari per gli spostamenti più lunghi. Inoltre, specie con i vecchi cingoli in acciaio senza cuscinetti di gomma, i carri rovinano inesorabilmente le strade, cosa non priva di inconvenienti in una guerra prolungata, ma inaccettabile in tempo di pace, anche perché in molti paesi esistono distanze non indifferenti tra poligoni e caserme (o anche stazioni).
Ancora nel 1991, nella Guerra del Golfo i reparti dell'US Army rimasero pericolosamente a corto di mezzi da trasporto carri, tanto che dovettero prenderli in prestito ovunque li trovassero, anche dai cecoslovacchi e dagli italiani (non per i carri M1 Abrams, troppo pesanti). La cosa era aggravata, poi, dal fatto che i cingoli degli M1, per quanto eccellenti in termini di mobilità, anche a causa dell'aumento del peso (oltre che di valutazioni troppo generose sull'economia del carro, tanto che inizialmente si pensava che l'incremento dei costi operativi fosse, rispetto al M60 Patton, solo del 100%, invece si è rivelato del 250%, 3,5 volte tanto) hanno dimostrato una vita utile di soli 1100 km, anziché i 3000 di progetto.
A ciò si aggiunga che il consumo registrato è arrivato a livelli elevatissimi: se sulla carta l'M1, a 50 km/h viaggia su strada per 480 km, in pratica ha consumato non 4 ma 16 litri di carburante per chilometro, con un'autonomia di 120.
In ogni caso, se i problemi effettivi della campagna terrestre, durata dopotutto solo 4 giorni, sono stati pochi, il merito è senz'altro dei portacarri (e della logistica in generale), che peraltro si sono dimostrati insufficienti a mobilitare una forza di corazzati che era appena 1/7 della totale dell'US Army, altra cosa che ha fatto certamente molto riflettere i pianificatori americani e di altre nazioni, spesso a corto di mezzi adatti, specie per le nuove generazioni di veicoli da 30-65t.
Tra i mezzi portacarri prodotti all'epoca culminate della Guerra Fredda, metà anni ottanta, andavano segnalati mezzi prevalentemente civili adattati alle specifiche militari, come la colorazione mimetica, e altre piccole modifiche.

## Modelli

### USA
- Il veicolo tedesco Faun SLT 50 Elefant è noto negli USA come M 746 HET. Esso è abbinato al rimorchio M747, ha 2 verricelli da 27t ma è risultato molto costoso, così che il lotto originario era di soli 125 esemplari.
- M1911, un automezzo civile adattato, 6x8, con motore diesel sa 435 hp, 747 consegnati come alternativa economica all'M746.
- Altri mezzi usati sono stati gli M123 6x6, M915 6x4, M920 8x6, mezzi commerciali standard minimamente modificati.

### Regno Unito
- Thornycroft Antare 6x4 con motore sovralimentato da 333 hp, capacità di 60t.
- Scammell Commander, sostituto del precedente, con capacità di 65t per i carri Challenger, e un verricello da 20t per il carico sul rimorchio di mezzi fuori uso.
- Scamel Crusader 6x4, mezzo civile militarizzato, in 2 versioni da 20 o 35t.

### Germania
- Faun SLT 50-2 Elefant 8x8, sviluppato per il carro MBT-70 e continuato ad essere preso in considerazione anche dopo l'abbandono del progetto: in Germania è divenuto noto come SLT 50-2. Il motore è un 8 cilindri da 730 hp diesel, e sono disponibili 2 verricelli da 17 t. 328 veicoli forniti.
- IL Faun FS 42.74/42 è un veicolo da trasporto meno potente, con una capacità di traino di 37,5t su strada, trazione 6x8.

### URSS
- MAZ 537 8x8, con motore da 525 hp diesel raffreddato a liquido, capacità di 65t su strada e talvolta un verricello e un generatore. Spesso usati anche per rimorchio missili balistici. Essi entrarono in produzione a Minsk nei primi anni sessanta.
- MAZ-535. Simile al precedente, ma con motore da soli 375 hp.
- KrAZ-255B, Tatra 813 ed altri mezzi venivano pure usati per traino veicoli e missili di vario genere.
- KZKT-7428 veicolo entrato in servizio nel 1990

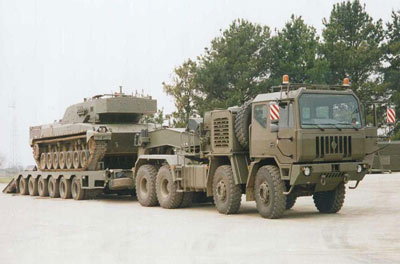
Traino pesante Iveco Astra SMR 88.50 TIM 8x8 portata massima di 120 ton. per trasporto carri armati tipo Ariete

### Emirati Arabi Uniti
- Man 40.633, usato per il trasporto di MBT e attrezzature pesanti in ambiente desertico

### Italia
- Iveco SMR 88.50 TIM 8x8 usato per il trasporto di carri armati da combattimento tipo Ariete e attrezzature pesanti

### Francia
- Iveco SMR 88.50 TIM 8x8 usato per il trasporto di carri armati da combattimento tipo Leclerc e attrezzature pesanti